# Formel TT
Formel TT var samlingsnamnet på tre klasser i roadracing där världsmästerskapstitlar delades ut av FIM från 1977 till 1990. Klassen kom till när Tourist Trophy på Isle of Man ströks från tävlingskalendern i roadracingens Grand Prix.

## Världsmästare
| År   | Formel 1                  | Formel 2                  | Formel 3             |
| ---- | ------------------------- | ------------------------- | -------------------- |
| 1977 | Phil Read (Honda)         | Alan Jackson jr. (Honda)  | John Kidson (Honda)  |
| 1978 | Mike Hailwood (Ducati)    | Alan Jackson jr. (Honda)  | Bill Smith (Honda)   |
| 1979 | Ron Haslam (Honda)        | Alan Jackson jr. (Honda)  | Barry Smith (Yamaha) |
| 1980 | Graeme Crosby (Suzuki)    | Charlie Williams (Yamaha) | Ron Haslam (Honda)   |
| 1981 | Graeme Crosby (Suzuki)    | Tony Rutter (Ducati)      | Barry Smith (Yamaha) |
| 1982 | Joey Dunlop (Honda)       | Tony Rutter (Ducati)      |                      |
| 1983 | Joey Dunlop (Honda)       | Tony Rutter (Ducati)      |                      |
| 1984 | Joey Dunlop (Honda)       | Tony Rutter (Ducati)      |                      |
| 1985 | Joey Dunlop (Honda)       | Brian Reid (Yamaha)       |                      |
| 1986 | Joey Dunlop (Honda)       | Brian Reid (Yamaha)       |                      |
| 1987 | Virginio Ferrari (Bimota) |                           |                      |
| 1988 | Carl Fogarty (Honda)      |                           |                      |
| 1989 | Carl Fogarty (Honda)      |                           |                      |
| 1990 | Carl Fogarty (Honda)      |                           |                      |